# 帕纳拉马
帕纳拉马是巴西马拉尼昂州的一个市镇。总面积3487.119平方公里，总人口34515人，人口密度9.9人/平方公里。